# I Want You to Want Me
I Want You To Want me es una canción perteneciente al segundo álbum de la banda Cheap Trick llamado In color lanzado en 1977. Fue el primer sencillo de ese álbum y, aunque en los Estados Unidos no tuvo éxito, en Japón alcanzó el primer lugar del Top. Aprovechando esto, dos años después —1979—, lanzaron una versión en vivo de la canción «I Want You To Want me» en el álbum Cheap Trick at Budokan y esta se convirtió en el sencillo con mejores ventas de la banda en Estados Unidos y llegó a ser el número 7 en el Billboard Hot 100. Además fue disco de oro por la Recording Industry Association of America ya que las ventas superaron el millón de discos. La canción también fue un éxito en el Reino Unido donde alcanzó el # 29.

## Versiones que se han editado
- Propagandhi – How to Clean Everything (Punk) (1993)
- Letters to Cleo – 10 Things I Hate About You soundtrack (1999)
- Dwight Yoakam – Tomorrow's Sounds Today (2000)
- Storm and The Balls – Hanging with The Balls (2003)
- Lindsay Lohan – A Little More Personal ( Raw) (2005)
- Chris Isaak – Best of Chris Isaak (2006)
- Gael García Bernal – Rudo y Cursi, titulada "Quiero Que Me Quieras" (2008)
- Los Odio! featuring Juan Son – Rudo y Cursi soundtrack (2008)
- Quiero Club – Rudo y Cursi soundtrack (2008)
- Aly Michalka – Bandslam soundtrack (2009)
- KSM - I Want You to Want Me - EP ; tema de la serie de ABC Family 10 Things I Hate About You (2009)
- Wipe Out Skaters - Suckitfashion (Hard-core/Garage)(1993)
- Mylène Farmer - Interstellaires (2015)
- Sr-71 - Here We Go Again (2004)
- Sara Niemietz – I want you to want me - Vintage Blues Cheap Trick Cover ft (2017)

## Recepción
En 2007, la guía Shake Some Action: The Ultimate Power Pop Guide, la consideró una de las canciones más importantes de la banda además de «un trozo de historia y una magnífica canción»

## En la cultura popular
- La canción aparece en los videojuegos Band Hero y Rock Band 3.[2]
- Se canta en el primer episodio de la serie Scrubs cuando JD y Elliot se conocen.
- En Dawson crece una jovencísima Katie Holmes la canta en un club nocturno.
- Una versión de Letters To Cleo se incluye al final de la película 10 Things I Hate About You.